# Grugies
Grugies település Franciaországban, Aisne megyében. Lakosainak száma 1248 fő (2022. január 1.). Grugies Castres, Dallon, Essigny-le-Grand, Gauchy, Saint-Quentin és Urvillers községekkel határos.

## Népesség
A település népességének változása:
| Lakosok száma | 747  | 815  | 948  | 886  | 1212 | 1313 | 1355 | 1301 | 1274 | 1248 |
|               | 1968 | 1982 | 1990 | 2006 | 2013 | 2015 | 2017 | 2019 | 2020 | 2022 |